# Papuacoris
Papuacoris is een geslacht van wantsen uit de familie van de Miridae (Blindwantsen). Het geslacht werd voor het eerst wetenschappelijk beschreven door Carvalho in 1985.

## Soorten
Het genus bevat de volgende soorten:

- Papuacoris colocasiae (Poppius, 1915)
- Papuacoris ottoensis Carvalho, 1985
- Papuacoris pallidiceps (Poppius, 1915)
- Papuacoris papuanus (Poppius, 1915)
- Papuacoris vittatus (Reuter, 1908)